# Long Night's Journey Into Day
Long Night's Journey Into Day è un documentario del 2000 diretto da Deborah Hoffmann e Frances Reid candidato al premio Oscar al miglior documentario.